# ويب كرولر
ويب كرولر هو محرك بحث، وأقدم محرك بحث موجود على الويب ليومنا هذا. كان يعمل كمحرك بحث تجميعي لسنوات عديدة. كان ويب كرولر أول محرك بحث على الويب يوفر بحثًا عن النص كاملا.

## تاريخ
بدأ ويب كرولر العمل على WebCrawler في السابع والعشرون من شهر يناير عام 1994 في جامعة واشنطن. والذي كان في الأصل تطبيقًا لسطح المكتب. وفي الخامس والعشرون من شهر مارس عام 1994، أنشأ قائمة بأفضل 25 موقعًا.
تم إطلاق WebCrawler في الحادي والعشرون من شهر أبريل عام 1994، مع أكثر من 4000 موقع مختلف في قاعدة البيانات الخاصة به وفي الرابع عشر من شهر نوفمبر عام 1994، وصل محرك البحث WebCrawler إلى عملية البحث رقم 1 مليون  عن «تصميم الأسلحة النووية والبحوث».
في الأول من كانون الأول (ديسمبر) عام 1994، جندت WebCrawler اثنين من الرعاة، وهما DealerNet وStarwave، المال لابقاء محرك البحث WebCrawler يعمل. بدءًا من الثالث من شهر أكتوبر عام 1995، كان WebCrawler مدعومًا بالكامل بالإعلانات، ولكنه فصل الإعلانات عن نتائج البحث.
في الأول من شهر يونيو عام 1995، استحوذت America Online (AOL) على محرك البحث WebCrawler. بعد أن تم الاستحواذ عليها من قبل AOL، تم تقديم "Spidey" كتميمة للموقع في الأول من سبتمبر عام 1995.
بدءًا من شهر أبريل من عام 1996، شمل محرك البحث WebCrawler أيضًا دليل الإنترنت الذي تم تحريره بواسطة الإنسان GNN Select، والذي كان أيضًا تحت ملكية AOL.
في الأول من أبريل عام 1997، استحوذت Excite على WebCrawler من AOL مقابل 12.3 مليون دولار.
تلقى محرك البحث WebCrawler عملية تجديد في السادس عشر من شهر يونيو عام 1997، تم إضافة WebCrawler Shortcuts، والتي اقترحت روابط بديلة للمواد المتعلقة بموضوع البحث.
تم صيانة محرك البحث WebCrawler بواسطة Excite كمحرك بحث منفصل بقاعدة بيانات خاصة به حتى عام 2001، عندما بدأ محرك البحث WebCrawler في استخدام قاعدة بيانات Excite الخاصة، مما ساهم في وضع حدًا فعليًا لـ WebCrawler كمحرك بحث مستقل. وفي وقت لاحق من ذلك العام، أفلست شركة Excite (والتي كانت تسمى انذاكExcite@ Home) واشترت InfoSpace محرك البحث WebCrawler في عام 2001.

صفحة WebCrawler الرئيسية (يونيو 2010)

تولى Brian Pinkerton، مبتكر WebCrawler، قيادة قسم البحث في Amazon A9.com اعتبارًا من عام 2012.
في شهر يوليو من عام 2016، أعلنت Blucora عن بيع أعمال InfoSpace الخاصة بها إلى OpenMail مقابل 45 مليون دولار، مما وضع محرك البحث WebCrawler تحت ملكية OpenMail. تمت إعادة تسمية OpenMail لاحقًا باسم System1.
في عام 2018، تلقى WebCrawler عملية تجديد أخرى وتم تغيير شعار محرك البحث WebCrawler.

## ساعة الذروة
كان محرك البحث WebCrawler ناجحًا للغاية من بداية تأسيسه. في الواقع، وفي مرحلة ما، كان غير قابل للاستخدام خلال أوقات الذروة بسبب التنزيل والتحميل الزائد على الخادم. وكان ثاني أكثر المواقع زيارة على الإنترنت اعتبارًا من شهر فبراير عام 1996، ولكن بحلول عام 1997 سرعان ما انخفض محرك البحث WebCrawler إلى مستوى ما دون محركات البحث المنافسة الأخرى مثل Yahoo! وInfoseek وLycos وExcite.

## روابط خارجية
- الموقع الرسمي